# Ilijaš
Ilijaš è un comune della Federazione di Bosnia ed Erzegovina situato nel Cantone di Sarajevo con 20.504 abitanti al censimento 2013 situato a nord-est della capitale.